# Francine Luce
Francine Luce (* in Frankreich) ist eine französische Jazzsängerin, die auch als Stimmtrainerin und Therapeutin tätig ist.

## Wirken
Luce trat erstmals 1980 in Martinique mit Kanpech öffentlich auf; ab 1986 war sie, zurück in Europa, in Gruppen wie Zaka Percussion und bei Auftritten von Geoffrey Oryema oder Pakatak als Hintergrundsängerin tätig; mit Guad M. oder Bakatou war sie im Aufnahmestudio. 1987 trat sie in London mit Circle Cycle um Maggie Nichols und John Law sowie im Trio mit Sylvia Hallett und Sue Ferrar auf. Ab 1988 war sie als Sängerin mit verschiedenen Gruppen der Neuen Improvisationsmusik und des Jazz auch in Italien, der Schweiz und Deutschland unterwegs. Ein erstes Album Gland legte sie mit der Band Fonolite, zu der auch Jim Dvorak, Mario Volpe und Roberto Bellatalla gehörten, vor. Mit Steve Beresford war sie 1992 an einem Tributalbum für Sidney Bechet (Vol pour Sidney) beteiligt; 1993 entstand der Live-Mitschnitt Fish of the Week. Auf dem Moers Festival trat sie 1994 in der Gruppe von Evan Parker auf. Zwischen 1992 und 2013 gehörte sie zum Ensemble von Louis Moholo, mit dem sie drei Alben veröffentlichte. 1999 legte sie ein Album unter eigenem Namen vor. Sie ist auch auf Alben von Pierre Vassiliu und Regular Fries zu hören und arbeitete mit Jerry Dammers Spatial Orchestra.

## Diskografische Hinweise
- Steve Beresford: Fish of the Week (mit John Butcher, Alexander Bălănescu, Clive Bell, Mark Sanders; 1993)
- Bò kay la vi-a (mit Keith Tippett, Paul Rutherford, Claude Deppa, Evan Parker, Paul Rogers, Louis Moholo, Ogun 1999)
- Louis Moholo-Moholo Septet: Bra Louis – Bra Tebs (Ogun 2005)
- Louis Moholo-Moholo Unit: For the Blue Notes (Ogun 2014)